# Hermann Luchterhand
Hermann Karl Wilhelm Luchterhand (* 18. Oktober 1886 in Fürstenwerder; † 1950) war ein deutscher Verleger.

## Leben
Luchterhand wurde 1886 in Fürstenwerder (Kreis Prenzlau, heute Landkreis Uckermark) als fünftes Kind eines Landwirts geboren. Er arbeitete im öffentlichen Dienst als Angestellter einer Behörde und erwarb dabei Kenntnisse in den Bereichen Steuern und Finanzen. 1924 machte er sich selbständig und gründete mit Alfred Klietsch eine Steuerberatung in der Rechtsform einer offenen Handelsgesellschaft. Klietsch gab seine Anteile am gemeinsamen Unternehmen noch in den 1920er Jahren an Luchterhand zurück.:14 Aus den Veröffentlichungen des Steuerbüros entwickelte sich schließlich der Hermann Luchterhand Verlag, heute Luchterhand Fachverlag und Luchterhand Literaturverlag. 1936 schied Luchterhand aufgrund der politischen Verhältnisse aus dem Unternehmen aus und erteilte Eduard Reifferscheid eine Generalvollmacht.:18 Es wurde nicht abschließend geklärt, ob Luchterhand Mitglied der NSDAP war.